# Discografia de Davichi
A discografia de Davichi, uma dupla musical sul-coreana formada pela MBK Entertainment em 2008, consiste em três álbuns de estúdio, seis extended plays e oito singles. A dupla realizou sua estreia no dia 4 de fevereiro de 2008 com o lançamento do álbum de estúdio Amaranth. Seu primeiro extended play, intitulado Davichi in Wonderland, foi lançado em 5 de março de 2009.

## Álbuns

### Álbuns de estúdio
| Título | Detalhes do álbum | Melhor posição nas paradas | Vendas                           |
| Título | Detalhes do álbum | KOR                        | Vendas                           |
| --- | --- | -------------------------- | -------------------------------- |
| Amaranth | - Lançamento: 4 de fevereiro de 2008 - Re-lançamento: 7 de julho de 2008 (como Vivid Summer Edition) - Gravadoras: Core Contents Media, LOEN Entertainment - Formatos: CD, digital download | —                          | - KOR: 19,630 (ambas as edições) |
| Mystic Ballad | - Lançamento: 18 de março de 2013 - Gravadoras: Core Contents Media, LOEN Entertainment - Formatos: CD, digital download                                                                    | 3                          | - KOR: 17,046+                   |
| &10 | - Lançamento: 25 de janeiro de 2018 - Gravadoras: B2M Entertainment, Stone Music Entertainment, CJ E&M Music - Formatos: CD, digital download                                               | 15                         | - KOR: 3,420+                    |
| "—" indica lançamentos que não apresentaram gráficos ou não foram divulgados nessa região. Nota: O Gaon Chart foi estabelecido em fevereiro de 2010. Os lançamentos antes desta data não possuem dados do gráfico. | |                            |                                  |

## Extended plays
| Título | Detalhes do álbum | Melhor posição nas paradas | Vendas        |
| Título | Detalhes do álbum | KOR                        | Vendas        |
| --- | --- | -------------------------- | ------------- |
| Davichi in Wonderland | - Lançamento: 5 de março de 2009 - Gravadora: Core Contents Media, LOEN Entertainment - Formatos: CD, digital download   | —                          |               |
| Innocence | - Lançamento: 6 de maio de 2010 - Gravadora: Core Contents Media, LOEN Entertainment - Formatos: CD, digital download    | 4                          | - KOR: 16,749 |
| Love Delight | - Lançamento: 29 de agosto de 2011 - Gravadora: Core Contents Media, LOEN Entertainment - Formatos: CD, digital download | 3                          | - KOR: 15,960 |
| 6,7 | - Lançamento: 19 de junho de 2014 - Gravadora: Core Contents Media, Interpark - Formatos: CD, digital download           | —                          |               |
| Davichi Hug | - Lançamento: 21 de janeiro de 2015 - Gravadora: MMO Entertainment, CJ E&M Music - Formatos: CD, digital download        | 5                          | - KOR: 7,340  |
| 50 x Half | - Lançamento: 13 de outubro de 2016 - Gravadoras: B2M Entertainment, CJ E&M Music - Formatos: CD, digital download       | 9                          | - KOR: 3,927  |
| "—" indica lançamentos que não apresentaram gráficos ou não foram divulgados nessa região. Nota: O Gaon Chart foi estabelecido em fevereiro de 2010. Os lançamentos antes desta data não possuem dados do gráfico. | |                            |               |

## Singles
| Título | Ano  | Melhor posição nas paradas | Melhor posição nas paradas | Vendas           | Álbum                             |
| Título | Ano  | KOR                        | KOR Hot 100                | Vendas           | Álbum                             |
| --- | ---- | -------------------------- | -------------------------- | ---------------- | --------------------------------- |
| "I Love You Even Though I Hate You" (미워도 사랑하니까) | 2008 | —                          | —                          | —                | Amaranth                          |
| "Sad Promise" (슬픈 다짐) | 2008 | —                          | —                          | —                | Amaranth                          |
| "Sad Love Song" (슬픈 사랑 노래) | 2008 | —                          | —                          | —                | Amaranth                          |
| "Love and War" (사랑과 전쟁) | 2008 | —                          | —                          | —                | Vivid Summer Edition              |
| "8282" | 2009 | —                          | —                          | —                | Davichi in Wonderland             |
| "Time, Please Stop" (시간아 멈춰라) | 2010 | 1                          | —                          | —                | Innocence                         |
| "From Me to You" (난 너에게) | 2010 | 3                          | —                          | —                | Choo Young-soo All Star - Davichi |
| "Don't Say Goodbye" (안녕이라고 말하지마) | 2011 | 1                          | 1                          | - KOR: 3,285,936 | Love Delight                      |
| "I'll Think of You" (생각날거야) | 2012 | 2                          | 2                          | - KOR: 2,269,557 | Love Call with Davichi (single)   |
| "Love is all the same" (사랑은 다 그런거래요) | 2012 |                            |                            |                  | Yangpa & Davichi & HANNA          |
| "Do Men Cry" (남자도 우나요) | 2012 | 2                          | 4                          | - KOR: 1,205,136 | The S Part 1                      |
| "Turtle" (거북이) | 2013 | 1                          | 2                          | - KOR: 1,439,190 | Mystic Ballad                     |
| "Just Two of Us" (둘이서 한잔해) | 2013 | 2                          | 9                          | - KOR: 778,673   | Mystic Ballad                     |
| "Be Warmed" (com Verbal Jint) | 2013 | 1                          | 3                          | - KOR: 1,117,725 | Mystic Ballad                     |
| "Missing You Today" (오늘따라 보고 싶어서 그래) | 2013 | 2                          | 1                          | - KOR: 1,137,915 | Memories of Summer                |
| "The Letter" (편지) | 2013 | 1                          | 1                          | - KOR: 851,257   | Davichi Code                      |
| "Again" (헤어졌다 만났다) | 2014 | 3                          | 3                          | - KOR: 664,400   | 6,7                               |
| "Pillow" (팔베개) | 2014 | 11                         | 10                         | - KOR: 289,367   | 6,7                               |
| "Don't Move" (움직이지마) | 2014 | 20                         | 11                         | - KOR: 213,952   | 6,7                               |
| "Cry Again" (또 운다 또) | 2015 | 1                          | —                          | - KOR: 991,931   | Davichi Hug                       |
| "Sorry, I'm Happy" (행복해서 미안해) | 2015 | 5                          | —                          | - KOR: 553,816   | Davichi Hug                       |
| "Two Lovers" (두사랑) (com Mad Clown) | 2015 | 2                          | —                          | - KOR: 1,145,071 | Lançamento sem álbum              |
| "White" (com Jay Park) | 2015 | 7                          | —                          | - KOR: 355,375   | D-Make                            |
| "Beside Me" (내 옆에 그대인 걸) | 2016 | 3                          | —                          | - KOR: 752,578   | 50 x Half                         |
| "Love Is to Give" (받는 사랑이 주는 사랑에게) | 2016 | 14                         | —                          | - KOR: 277,226   | 50 x Half                         |
| "To Me" (나에게 넌) | 2017 | 11                         | —                          | - KOR: 193,339+  | Lançamento sem álbum              |
| "Days Without You" (너 없는 시간들) | 2018 | 26                         | —                          |                  | &10                               |
| "—" indica lançamentos que não apresentaram gráficos ou não foram divulgados nessa região. Nota: O Gaon Chart foi estabelecido em fevereiro de 2010. Os lançamentos antes desta data não possuem dados do gráfico. |      |                            |                            |                  |                                   |

### Como artista em destaque
| Título                                                                | Ano  | Melhor posição nas paradas | Melhor posição nas paradas | Vendas         | Álbum                |
| Título                                                                | Ano  | KOR                        | KOR Hot 100                | Vendas         | Álbum                |
| --------------------------------------------------------------------- | ---- | -------------------------- | -------------------------- | -------------- | -------------------- |
| "Can I Love Again?" (다시 사랑 할 수 있을까) (4MEN com Davichi)       | 2010 | 84                         | —                          | —              | The 3rd Generation   |
| "Draws You" (Brave Brothers featuring Electroboyz and Kang Min-kyung) | 2010 | 11                         | —                          | —              | Lançamento sem álbum |
| "You Call It Romance" (니가 하면 로맨스) (K.Will com Davichi)         | 2016 | 2                          | —                          | - KOR: 942,439 | Lançamento sem álbum |

## Colaborações
| Título | Ano  | Melhor posição nas paradas | Melhor posição nas paradas | Vendas           | Álbum                                   |
| Título | Ano  | KOR                        | KOR Hot 100                | Vendas           | Álbum                                   |
| --- | ---- | -------------------------- | -------------------------- | ---------------- | --------------------------------------- |
| "Blue Moon" (com Seeya Black Pearl) | 2008 | —                          | —                          | —                | Color Pink                              |
| "Jjarajajja" (짜라자짜) (com Joo Hyun-mi & Seohyun) | 2009 | —                          | —                          | —                | Lançamento sem álbum                    |
| "Women's Generation" (여성시대) (com Seeya & Park Ji-yeon) | 2009 | —                          | —                          | —                | Lançamento sem álbum                    |
| "Wonder Woman" (com SeeYa & T-ara) | 2010 | 6                          | —                          | —                | Lançamento sem álbum                    |
| 다 컸잖아 (com Seeya) | 2010 |                            |                            |                  |                                         |
| "We Were in Love" (우리 사랑했잖아) (com T-ara) | 2011 | 1                          | 2                          | - KOR: 2,687,535 | Funky Town                              |
| "If It Is Like Tonight" (오늘같은 밤이면) (com 2BiC) | 2012 | 19                         | —                          | - KOR: 435,594   | Cho Young-soo All Star - 2BiC & Davichi |
| "Bikini" (com T-ara feat. Skull) | 2013 | 20                         | 11                         | - KOR: 168,851   | Lançamento sem álbum                    |
| "—" indica lançamentos que não apresentaram gráficos ou não foram divulgados nessa região. Nota: O Gaon Chart foi estabelecido em fevereiro de 2010. Os lançamentos antes desta data não possuem dados do gráfico. |      |                            |                            |                  |                                         |

## Outras canções
| Título | Ano  | Melhor posição nas paradas | Melhor posição nas paradas | Vendas           | Álbum         |
| Título | Ano  | KOR                        | KOR Hot 100                | Vendas           | Álbum         |
| --- | ---- | -------------------------- | -------------------------- | ---------------- | ------------- |
| "Can't Love, Can't Leave" (사랑을 못해 이별을 못해) | 2010 | 6                          | —                          | —                | Innocence     |
| "Don't Leave" (떠나지마) (feat. Baek Chan) | 2010 | 30                         | —                          | —                | Innocence     |
| "First Kiss" (첫키스) | 2010 | 52                         | —                          | —                | Innocence     |
| "Shadow" | 2010 | 58                         | —                          | —                | Innocence     |
| "Love, My Love" (사랑 사랑아) | 2011 | 9                          | 11                         | - KOR: 2,011,708 | Love Delight  |
| "Don't Find Me Again" (다신 찾지마) | 2011 | 19                         | 20                         | - KOR: 392,420   | Love Delight  |
| "Secret" (비밀) | 2011 | 45                         | 72                         | - KOR: 186,696   | Love Delight  |
| "Happy End" | 2011 | 57                         | 62                         | - KOR: 142,180   | Love Delight  |
| "You Are My Everything" | 2013 | 32                         | 34                         | - KOR: 98,021    | Mystic Ballad |
| "Cry for Love" (사랑한다고 말했지) | 2013 | 35                         | —                          | - KOR: 87,164    | Mystic Ballad |
| "One Person's Story" (한 사람 얘기) | 2013 | 41                         | —                          | - KOR: 64,499    | Mystic Ballad |
| "Nagging" (잔소리) | 2013 | 55                         | —                          | - KOR: 50,984    | Mystic Ballad |
| "I Want to be Brave and Breakup" (용기내 헤어질래) | 2013 | 64                         | —                          | - KOR: 46,418    | Mystic Ballad |
| "Things That Still Come Up in My Memory" (우리의 시간은 다르다) | 2013 | 71                         | —                          | - KOR: 45,745    | Mystic Ballad |
| "Taste of Tears" (맛 있어서 눈물이나) | 2013 | 76                         | —                          | - KOR: 44,138    | Mystic Ballad |
| "Two Women's Room" (두 여자의 방) | 2015 | 16                         | —                          | - KOR: 129,730   | Davichi Hug   |
| "To You" (너에게) | 2015 | 23                         | —                          | - KOR: 94,016    | Davichi Hug   |
| "Spring" (봄) | 2015 | 24                         | —                          | - KOR: 74,622    | Davichi Hug   |
| "Fall Night" (가을의 밤) | 2016 | 52                         | —                          | - KOR: 92,523    | 50 x Half     |
| "Have You Ever Been Like That" (그런 적 있나요) | 2016 | 96                         | —                          | - KOR: 33,716    | 50 x Half     |
| "Pet" | 2016 | 97                         | —                          | - KOR: 33,361    | 50 x Half     |
| "—" indica lançamentos que não apresentaram gráficos ou não foram divulgados nessa região. Nota: O Gaon Chart foi estabelecido em fevereiro de 2010. Os lançamentos antes desta data não possuem dados do gráfico. |      |                            |                            |                  |               |

## Trilhas sonoras
| Título | Ano  | Melhor posição nas paradas | Melhor posição nas paradas | Vendas           | Álbum                                              |
| Título | Ano  | KOR                        | KOR Hot 100                | Vendas           | Álbum                                              |
| --- | ---- | -------------------------- | -------------------------- | ---------------- | -------------------------------------------------- |
| "Starry Night" | 2008 | —                          | —                          | —                | Unstoppable Marriage OST / Amaranth                |
| "Water Bottle" | 2008 | —                          | —                          | —                | Crazy Woman OST / Vivid Summer Edition             |
| "Hot Stuff" | 2009 | —                          | —                          | —                | My Fair Lady OST                                   |
| "My Only One" | 2011 | 7                          | —                          | - KOR: 690,996   | Smile, Mom OST Part.8                              |
| "Heaven" | 2011 | 19                         | —                          | - KOR: 439,256   | Ghastly OST                                        |
| "To Angel" | 2011 | 34                         | —                          | - KOR: 369,286   | Love Request OST Part.1                            |
| "Because It's You" (너라서) | 2012 | 21                         | —                          | - KOR: 721,135   | Big OST                                            |
| "Don't You Know?" (모르시나요) | 2013 | 7                          | 5                          | - KOR: 867,745   | Iris II OST                                        |
| "It's Okay, That's Love" (괜찮아, 사랑이야) | 2014 | 4                          | —                          | - KOR: 733,120   | It's Okay, That's Love OST Vol. 1                  |
| "This Love" (이 사랑) | 2016 | 1                          | —                          | - KOR: 1,671,196 | Descendants of the Sun Original Sound Track Vol. 1 |
| "Forgetting You" (그대를 잊는다는 건) | 2016 | 8                          | —                          | - KOR: 352,134+  | Moon Lovers: Scarlet Heart Ryeo OST                |
| "Today I Miss You Too" (오늘도 그리워 그리워) | 2017 | 38                         | —                          | - KOR: 118,445+  | While You Were Sleeping OST                        |
| "—" indica lançamentos que não apresentaram gráficos ou não foram divulgados nessa região. Nota: O Gaon Chart foi estabelecido em fevereiro de 2010. Os lançamentos antes desta data não possuem dados do gráfico. |      |                            |                            |                  |                                                    |